# Wiktor Iossifowitsch Gordijuk
Wiktor Iossifowitsch Gordijuk (russisch Виктор Иосифович Гордиюк; * 11. April 1970 in Odinzowo, Russische SFSR) ist ein ehemaliger russischer Eishockeyspieler.

## Karriere
1986 begann Gordijuk seine Karriere in der damaligen Sowjetunion bei Krylja Sowetow Moskau, wo er zusammen mit Sergei Nemtschinow und Juri Chmyljow in einer Reihe spielte. In den folgenden fünf Spieljahren etablierte er sich innerhalb der Mannschaft und steigerte seine Punkteausbeute kontinuierlich von 4 auf 23 Scorerpunkte. Gordijuk wurde beim NHL Entry Draft 1990 in der siebten Runde an 142. Stelle durch die Buffalo Sabres ausgewählt. Nach dem Zusammenbruch der Sowjetunion konnten alle russischen Spieler ins westliche Ausland wechseln und Gordijuk ging nach Nordamerika zu seinem Draftfranchise.

### In Nordamerika
Während der Saison 1992/93 gab er sein Debüt für die Sabres in der National Hockey League, wurde aber meist bei deren Farmteam in der American Hockey League, den Rochester Americans, eingesetzt. Die Spielzeit 1993/94 verbrachte er ohne ein einziges NHL-Spiel bei den Americans in der AHL. In der folgenden Spielzeit kam er auf zehn Einsätze in der NHL und spielte sonst weiter in der AHL.
In der Saison 1995/96 ging Gordijuk in der International Hockey League für zwei verschiedene Teams aufs Eis: Er begann die Saison bei den Los Angeles Ice Dogs, wechselte aber kurz vor Ende der regulären Saison zu den Utah Grizzlies. Mit diesen Drang er bis in das Playoff-Finale vor und gewann mit den Grizzlies den Turner Cup.

### Bei der Düsseldorfer EG
Nach diesem Erfolg kehrte er nach Europa zurück und wurde von amtierenden deutschen Meister, der Düsseldorfer EG aus der Deutschen Eishockey Liga, verpflichtet. Mit der DEG verpasste Gordijuk in der Saison 1996/97 die Playoffs, ehe in der ersten Runde der Playdowns der Klassenerhalt gesichert wurde. In der folgenden Spielzeit erreichte das Team die Playoffs, schied aber in der ersten Runde gegen die Adler Mannheim mit 0:3 aus. Im Sommer 1998 zog sich die DEG aus finanziellen Gründen in die zweite Spielklasse, die damalige Bundesliga, zurück. Gordijuk blieb zusammen mit Leo Stefan bei der DEG, während ein Großteil der bisherigen Akteure den Verein verließen.
In den folgenden zwei Jahren in der zweiten Spielklasse konnte Gordijuk seine Leistungen stark verbessern und erzielte insgesamt 189 Scorerpunkte in 149 Zweitliga-Partien. 2000 schaffte die DEG mit dem Meistertitel der 2. Bundesliga den Wiederaufstieg in die DEL. Gordijuk blieb für eine weitere Saison bei der DEG und nahm am DEL All-Star Game 2000 teil.

### Zurück in Russland
Im Sommer 2001 kehrte er nach Russland zurück und spielte zunächst für Salawat Julajew Ufa in der Superliga, ehe er nach 18 Spielen zu seinem Heimatverein Krylja Sowetow Moskau zurückkehrte. Für die Soviet Wings spielte er bis kurz vor Ende der Hauptrunde 2002/03, ehe er vom HK Dynamo Moskau verpflichtet wurde.
Die Saison 2003/04 verbrachte er beim HK Spartak Moskau in der zweiten Spielklasse, der Wysschaja Liga und erzielte 43 Scorerpunkte in 67 Saisonspielen. Danach wechselte er innerhalb der zweiten Liga zum HK MWD Twer, mit dem er 2005 die Meisterschaft der Spielklasse gewann. Der HK MWD stieg damit in die Superliga auf, doch Gordijuk erhielt keinen neuen Vertrag und kehrte erneut zu seinem Heimatverein zurück. Dieser war in der Zwischenzeit ebenfalls in die Wysschaja Liga abgestiegen.
Ein Jahr später verließ er Krylja Sowetow und wechselte in einen anderen Moskauer Vorort – zu Chimik Woskressensk. Dort überzeugte er mit 60 Scorerpunkten in 54 Saisonspielen, so dass er für die Saison 2007/08 einen Vertrag beim HK Lada Toljatti aus der Superliga erhielt. Nach neun Spielen wurde sein Vertrag jedoch aufgelöst und Gordijuk kehrte zu Chimik zurück. Mit Chimik gewann er am Saisonende den Meistertitel der Wysschaja Liga. Daraufhin wurde Chimik im Sommer 2008 in die neu gegründete Kontinentale Hockey-Liga aufgenommen. Gordijuk absolvierte 39 KHL-Partien für Chimik, ehe er kurz vor Ende der Hauptrunde 2008/09 innerhalb der KHL zum SKA Sankt Petersburg wechselte. Für den SKA ging er in 13 Saison- und 3 Playoff-Spielen aufs Eis, ehe er seine Spielerkarriere beendete.

## Erfolge und Auszeichnungen
- 1996 Turner-Cup-Gewinn mit den Utah Grizzlies
- 2000 Meister der 2. Bundesliga und Aufstieg in die Deutsche Eishockey Liga mit der Düsseldorfer EG
- 2000 Teilnahme am DEL All-Star Game
- 2005 Meister der Wysschaja Liga und Aufstieg in die Superliga mit dem HK MWD Twer
- 2008 Meister der Wysschaja Liga und Aufstieg in die Kontinentale Hockey-Liga mit Chimik Woskressensk

### International
- 1987 Bronzemedaille bei der U18-Junioren-Europameisterschaft
- 1988 Bronzemedaille bei der U18-Junioren-Europameisterschaft
- 1989 Goldmedaille bei der Junioren-Weltmeisterschaft
- 1990 Silbermedaille bei der Junioren-Weltmeisterschaft

## Karrierestatistik

### International
Vertrat die UdSSR bei:
- U18-Junioren-Europameisterschaft 1987
- U18-Junioren-Europameisterschaft 1988
- Junioren-Weltmeisterschaft 1989
- Junioren-Weltmeisterschaft 1990
- Canada Cup 1991

(Legende zur Spielerstatistik: Sp oder GP = absolvierte Spiele; T oder G = erzielte Tore; V oder A = erzielte Assists; Pkt oder Pts = erzielte Scorerpunkte; SM oder PIM = erhaltene Strafminuten; +/− = Plus/Minus-Bilanz; PP = erzielte Überzahltore; SH = erzielte Unterzahltore; GW = erzielte Siegtore; 1 Play-downs/Relegation; Kursiv: Statistik nicht vollständig); PDPlay-downs